# Лепехова, Марианна Петровна
Мариа́нна Петро́вна Ле́пехова (в девичестве Вало́вова, род. 24 февраля 1918, дер. Сормово, Советская Россия — ум. 19 апреля 1997, Нижний Новгород) — советская конькобежка и велогонщица, заслуженный мастер спорта СССР (1948), 21-кратная чемпионка СССР по велоспорту (1936, 1938, 1944, 1945, 1947, 1948). Абсолютная чемпионка СССР по конькобежному спорту (1937), 5-кратная чемпионка СССР (1936-1944) на дистанциях 500 и 1000 м. Выступала за ВФСО «Динамо» (Горький).

## Конькобежный спорт
Марианна Валовова родилась в нижегородской деревне Сормово. С раннего детства с мальчишками играла в хоккей и гоняла мяч по льду до 1935 года. В 1935 году, в возрасте 17 лет стала заниматься конькобежным спортом, пройдя обучение всего за два месяца. 
Впервые на ледяную дорожку ученица 10-го класса вышла зимой 1936 года на матче 3-х городов, где заняла 2-е место после Валентины Кузнецовой В марте заняла 3-е место на чемпионате страны в сумме многоборья. 
Уже в 1937 году она выиграла звание абсолютной чемпионки СССР, а также на дистанциях 500 и 1000 метров. В 1940 году Марианна стала серебряным призёром чемпионата страны. В годы войны работала в горьковской милиции. С 1944-го и по 1952 годы Марианна участвовала в чемпионате СССР. Часто была в шестёрке сильнейших, но выше 4-го места не поднималась. В 1947 году стала абсолютной чемпионкой РСФСР. 
В 1949 году она дебютировала на чемпионате мира в Конгсберге и заняла 7-е место, при этом выиграла малую золотую медаль в забеге на 500 метров. Через год повторила результат на домашнем чемпионате мира в Москве. В 1952 году стала 10-й в сумме многоборья на чемпионате мира в Кокколе. В том же году завершила карьеру.

## Велоспорт
Кроме коньков Марианна увлекалась велосипедным спортом с 1935 года. На первенстве СССР в 1936 года по велоспорту Валовова была самой популярной. Из шести гонок не проиграла ни одной и стала чемпионом СССР в спринте. С 1936-го по 1948 годы она была 21—кратной чемпионкой СССР по трековому велоспорту, в спринте, гитах на 200 м с ходу, 500 м с ходу и с места, 1000 м с ходу, спринтерском многоборье, командной гонке на 5000 м.

## Награды
- Кавалер ордена «Знак Почёта» (22.07.1937).

чемпионат мира
| Дистанции    | ЧМ-1949 Конгсберг | ЧМ-1949 Конгсберг | ЧМ-1949 Конгсберг | ЧМ-1949 Конгсберг | ЧМ-1950 Москва | ЧМ-1950 Москва | ЧМ-1950 Москва | ЧМ-1950 Москва | ЧМ-1952 Коккола | ЧМ-1952 Коккола | ЧМ-1952 Коккола | ЧМ-1952 Коккола |
| Дистанции    | Очки              | Место             | Место             | Время             | Очки           | Место          | Место          | Время          | Очки            | Место           | Место           | Время           |
| Дистанции    | Очки              | Общее             | Дисциплина        | Время             | Очки           | Общее          | Дисциплина     | Время          | Очки            | Общее           | Дисциплина      | Время           |
| ------------ | ----------------- | ----------------- | ----------------- | ----------------- | -------------- | -------------- | -------------- | -------------- | --------------- | --------------- | --------------- | --------------- |
| 500 метров   | 218,403           | 7                 | 1                 | 48,2              | 238,207        | 7              | 5              | 51,0           | 227,673         | 10              | 4               | 51,0            |
| 1'000 метров | 218,403           | 7                 | 4                 | 1.43,6            | 238,207        | 7              | 5              | 1.53,6         | 227,673         | 10              | 9               | 1.47,5          |
| 3'000 метров | 218,403           | 7                 | 7                 | 5.45,8            | 238,207        | 7              | 14             | 6.04,6         | 227,673         | 10              | 9               | 6.06,2          |
| 5'000 метров | 218,403           | 7                 | 7                 | 10.07,7           | 238,207        | 7              | 4              | 11.36,4        | 227,673         | 10              | 10              | 10.18,9         |

чемпионат СССР
| Дистанции | ЧС-1936 | ЧС-1936 | ЧС-1936 | ЧС-1937 | ЧС-1937 | ЧС-1937 | ЧС-1938 | ЧС-1938 | ЧС-1938 | ЧС-1939 | ЧС-1939 | ЧС-1939 | ЧС-1940 | ЧС-1940 | ЧС-1940 | ЧС-1941 | ЧС-1941 | ЧС-1941 | ЧС-1944 | ЧС-1944 | ЧС-1944 | ЧС-1945 | ЧС-1945 | ЧС-1945 | ЧС-1946 | ЧС-1946 | ЧС-1946 | ЧС-1947 | ЧС-1947 | ЧС-1947 | ЧС-1949 | ЧС-1949 | ЧС-1949 | ЧС-1950 | ЧС-1950 | ЧС-1950 | ЧС-1951 | ЧС-1951 | ЧС-1951 | ЧС-1952 | ЧС-1952 | ЧС-1952 |
| Дистанции | Очки    | Место   | Место   | Очки    | Место   | Место   | Очки    | Место   | Место   | Очки    | Место   | Место   | Очки    | Место   | Место   | Очки    | Место   | Место   | Очки    | Место   | Место   | Очки    | Место   | Место   | Очки    | Место   | Место   | Очки    | Место   | Место   | Очки    | Место   | Место   | Очки    | Место   | Место   | Очки    | Место   | Место   | Очки    | Место   | Место   |
| Дистанции | Очки    | O       | Д       | Очки    | O       | Д       | Очки    | O       | Д       | Очки    | O       | Д       | Очки    | O       | Д       | Очки    | O       | Д       | Очки    | O       | Д       | Очки    | O       | Д       | Очки    | O       | Д       | Очки    | O       | Д       | Очки    | O       | Д       | Очки    | O       | Д       | Очки    | O       | Д       | Очки    | O       | Д       |
| --------- | ------- | ------- | ------- | ------- | ------- | ------- | ------- | ------- | ------- | ------- | ------- | ------- | ------- | ------- | ------- | ------- | ------- | ------- | ------- | ------- | ------- | ------- | ------- | ------- | ------- | ------- | ------- | ------- | ------- | ------- | ------- | ------- | ------- | ------- | ------- | ------- | ------- | ------- | ------- | ------- | ------- | ------- |
| 500 м.    | 229,516 | 3       | 1       | 222,627 | 1       | 1       | —       | —       | 3       | 229,953 | —       | ?       | 234,506 | 2       | 2       | 222,666 | 4       | 1       | —       | —       | 1       | 229,743 | 6       | 3       | 228,300 | 4       | 2       | 221,390 | 4       | 2       | 221,590 | 4       | 3       | 227,356 | 9       | 7       | 218,090 | 8       | 12      | —       | —       | 2       |
| 1'000 м.  | 229,516 | 3       | 4       | 222,627 | 1       | 1       | —       | —       | —       | 229,953 | —       | 3       | 234,506 | 2       | 3       | 222,666 | 4       | 1       | —       | —       | —       | 229,743 | 6       | ?       | 228,300 | 4       | 2       | 221,390 | 4       | 4       | 221,590 | 4       | 5       | 227,356 | 9       | 5       | 218,090 | 8       | 10      | —       | —       | —       |
| 3'000 м.  | 229,516 | 3       | 4       | 222,627 | 1       | 4       | —       | —       | —       | 229,953 | —       | ?       | 234,506 | 2       | 2       | 222,666 | 4       | 3       | —       | —       | —       | 229,743 | 6       | ?       | 228,300 | 4       | 5       | 221,390 | 4       | 6       | 221,590 | 4       | 5       | 227,356 | 9       | 14      | 218,090 | 8       | 10      | —       | —       | 10      |
| 5'000 м.  | 229,516 | 3       | 4       | 222,627 | 1       | 3       | —       | —       | —       | 229,953 | —       | —       | 234,506 | 2       | ?       | 222,666 | 4       | —       | —       | —       | —       | 229,743 | 6       | —       | 228,300 | 4       | ?       | 221,390 | 4       | 6       | 221,590 | 4       | 11      | 227,356 | 9       | 12      | 218,090 | 8       | 2       | —       | —       | —       |

## Семья
Марианна была замужем за Романом Лепеховым (род. 1916) — двукратным чемпионом СССР по лыжным гонкам (1938, 1945), мастером спорта. Жила в Нижнем Новгороде, где и умерла в 1997 году. Похоронена на Бугровском кладбище.